# Ernest Edwin Sechler
Ernest Edwin Sechler (Pueblo, Colorado, 17 de novembro de 1905 – 14 de agosto de 1979) foi um engenheiro mecânico estadunidense, especialista em estruturas de cascas finas.